# Myrionema hargitti
Myrionema hargitti is een hydroïdpoliep uit de familie Eudendriidae. De poliep komt uit het geslacht Myrionema. Myrionema hargitti werd in 1906 voor het eerst wetenschappelijk beschreven door Congdon. 